# Сомюр (округ)
Сомюр (фр. Saumur) — округ (фр. Arrondissement) во Франции, один из округов в регионе Страна Луары. Департамент округа — Мен и Луара. Супрефектура — Сомюр.
Население округа на 2006 год составляло 132 812 человек. Плотность населения составляет 60 чел./км². Площадь округа составляет всего 2229 км².